# 汪清県
汪清県（おうせい-けん）は中華人民共和国吉林省延辺朝鮮族自治州に位置する県。県人民政府の所在地は汪清鎮。

## 歴史
1644年（順治元年）以降、清朝により入植が厳しく制限されていた汪清県域であるが1881年（光緒7年）に琿春副都統を設置し入植を解禁、1902年（光緒32年）には延吉庁（後に延吉府）の管轄地とされた。1909年（宣統元年）、李氏朝鮮を保護国とし勢力を拡大する日本に対する牽制を目的に汪清県が設置された。
- 1921年6月　汪清県知事が朝鮮人会の解散を命令
- 1933年3月30日、日本共産党員である関東軍軽重隊員伊田助男は10万発の弾薬をトラックに積み小汪清抗日遊撃区に運んだのち 、遺書を残し自殺する。「親愛なる遊撃隊の同志のみなさん 　わたしは、あなたがたが山あいにまいた宣伝物を読み、あなたがたが共産党の遊撃隊であることを知りました。あなたがたは、愛国主義者であり、また国際主義者でもあります。わたしはあなたがたにお会いし、ともに共同の敵を打倒したいと、切に思っています。しかし、わたしはファシストのけだものたちに取り囲まれていて、あなた方のところへ行くことができません。わたしはみずから命を絶つことにしました。わたしが運んできた十万発の弾薬は、あなたがたの軍隊に贈ります。どうかみなさん、日本のファシストをねらいうちしてください。わたしの身は死のうとも、革命の精神は生き続けます。神聖な共産主義の事業の一日もはやい成功を祈って。 関東軍間島日本輜重隊 日本共産党員　一九三三年三月三十日　伊田助男」[1]
- 1936年　日本毛織株式会社の子会社「東洋パルプ株式会社」が汪清県春華村石峴で設立される
- 1945年9月30日　汪清県臨時政府が樹立
- 1945年11月4日　国民党汪清県党部が建立されるも17日後に消滅
- 1965年　延吉県の図們鎮と汪清県の石硯鎮を合わせ図們市設立
- 1965年5月　金承玉が汪清県委書記に就任。文革期間4年間監禁される。1975年12月より延吉県委書記
- 1968年11月 張徳江が汪清県羅子溝人民公社太平大隊へ下放
- 2002年12月28日、延吉で身代金目的の外国人誘拐事件が発生。30日汪清県で救出。犯人4人を逮捕（延辺日報）
- 2003年2月26日、日本政府が支援する「汪清県百草溝鎮上水道改良計画」の署名式。日本政府は汪清県人民政府に対して8万1927ドルを供与し、上下水道を改造する
- 2003年7月30日　日本政府が支援する「汪清県百草溝鎮上水道改良計画」が竣工
- 2003年9月17日　「汪清県百草溝鎮上水道改良計画」のテープカット
- 2005年6月18日　「6・18汪清県一家四人皆殺し事件」。汪清県でも有数の金持ち一家4人が強盗目的で殺害される
- 2006年9月11日午前、20人の台湾人を乗せた大型観光バスが汪清県で川に転落、3人が死亡、3人が重傷、15人が軽傷を負う。バスは黒龍江省から長白山へ観光に向かっていた
- 2008年11月、汪清林業局の大荒溝営林場で東北トラの足跡が発見される
- 2012年6月12日、北京大学生命科学学院と汪清林業局が汪清に設置した遠赤外線カメラに、野生の東北トラの姿が映っているのが見つかる。撮影されたのは2012年4月4日

## 行政区画
3街道、8鎮、1郷を管轄：
- 街道弁事処：大川街道、新民街道、長栄街道
- 鎮：汪清鎮、大興溝鎮、天橋嶺鎮、羅子溝鎮、百草溝鎮、春陽鎮、復興鎮、東光鎮
- 郷：鶏冠郷

## 自然

### アムールトラ
大興溝には、絶滅寸前のアムールトラの生息域が存在する。

## 交通

### 鉄道
- 図佳線
  - 汪清駅

### 道路
- 高速道路
  -  汪延高速道路（中国語版）
- 国道
  - G333国道（中国語版）

### バス
- 汪清バスターミナル

## 観光
- 伊田小学遺址 - 日本共産党員だった伊田助男の石碑がある。